# エルンスト・フォン・プフェル
エルンスト・ハインリヒ・アドルフ・フォン・プフェル（ドイツ語: Ernst Heinrich Adolf von Pfuel、1779年11月3日 - 1866年12月3日）は、プロイセンの軍人、政治家。ドイツ統一運動の最中に起こった1848年革命の間、第4代首相で第13代陸軍大臣を務めた。

## 生涯
プフェルは、1779年11月3日にプロイセンの将軍ルートヴィヒ・フォン・プフェル（1718–1789）の息子として生まれた。ヤーンスフェルデの荘園領主であり、プロイセンのフリードリヒ・ヴィルヘルム王子とソフィー・クランツ（1755–1783）の元法廷元帥であり、実弟にフリードリヒ・ハインリヒ・ルートヴィヒ・フォン・プフェル中将がいる。
プフェルは、リベラルで改革に前向きな人だと思われていた。ベルリンでは、ラーヘル・ファルンハーゲン・フォン・エンゼのサロンに通う数少ない将校の一人であった。その後、ベルリン無法地帯協会に所属する。
13歳の時、家族からベルリンの士官学校に送られた。1797年9月12日、プフェルはプロイセン軍の「皇太子」歩兵連隊の少尉に任じられた。1799年10月8日、中尉に昇進したが1803年6月18日、プフェルは辞表を提出し、友人のハインリッヒ・フォン・クライストのいるドレスデンに赴き、彼とさまざまな旅をすることとなった。1805年4月、彼は軍への復員を申請した。その後、プフェルは東プロイセン第2フュージリア旅団のフュージリア大隊「フォン・シャフトマイヤー」に入隊した。1806年の作戦では、グラーフ・フォン・シュメッタウ将軍の副官としてイエナ・アウエルシュタットの戦いに参加した。リューベックの近くでフランス軍の捕虜となったがすぐに釈放された。プロイセンの敗戦とティルジット条約後、プフェルは再び休暇を取り、ドレスデンでベルンハルト公の教師として働くことになった。
ナポレオン戦争中の1814年から15年まで、ケルンとパリのプロイセン軍の指揮官を務めた。1848年3月11日から18日まで、ベルリンの知事を短期間務めた。その後、彼はヨーロッパ各地で起こった1848年革命の混乱の中、プフェルはプロイセン国民議会の議員となり、その年の後半9月7日にはカール・ヴィルヘルム・フォン・ウィリセンに代わって、プロイセン国王フリードリヒ・ヴィルヘルム4世からプロイセン首相兼陸軍大臣に任命され11月2日まで務めた。9月22日のプロイセン国民議会で、プフエルは、国王の権利と尊厳を守ることを望む一方で、「国王が歩んできた憲法の道を堅持し、獲得した自由を守り、あらゆる反動的試みを拒絶し、公務のあらゆる部門で憲法原則が守られるようにし、国民の権利と自由を神聖視」する決意も固めていることを、政権構想の中で明言した。1848年9月の陸軍省令は、すべての反憲法的な願望はプロイセン将校の地位と相容れないと宣言し、将校界に悪い感情を抱かせることになった。10月の国民議会で貴族や国王の称号にある「神の恩寵による」呼称を廃止する審議と決議に対して、国王は必要な抵抗をしなかったことに憤慨した。プフエルは、1848年11月1日に休暇をとった。1858年にはプロイセン貴族院議員に任命され、1864年6月18日には「プール・ル・メリット勲章」授与された。彼はまた、平泳ぎの水泳技術の革新者であり、1810年にプラハで世界初の軍事水泳学校の創設した。1866年彼はベルリンで死亡した。彼の死後、ヤーンスフェルデの墓地に埋葬された。